# Mistrovství Evropy v plaveckých sportech 1993
Mistrovství Evropy v plaveckých sportech za rok 1993 proběhlo v Sheffieldu, Spojené království ve dnech 30. července až 8. srpna 1993.
Soutěže
- Plavání
- Skoky do vody
- Umělecké plavání
- Vodní pólo